# Ốc giấm thon
Ốc giấm thon (Danh pháp khoa học: Tonna perdix) là một loài ốc biển trong họ Tonnidae. Chúng Sống ở biển nơi có nền đáy cát ở độ sâu hơn 5000 m. Thức ăn của ốc rất đa dạng từ động vật không xương sống đến cá bằng cách chích vào con mồi như acid sulfuric hoặc chất gây tê liệt do chúng tiết ra.

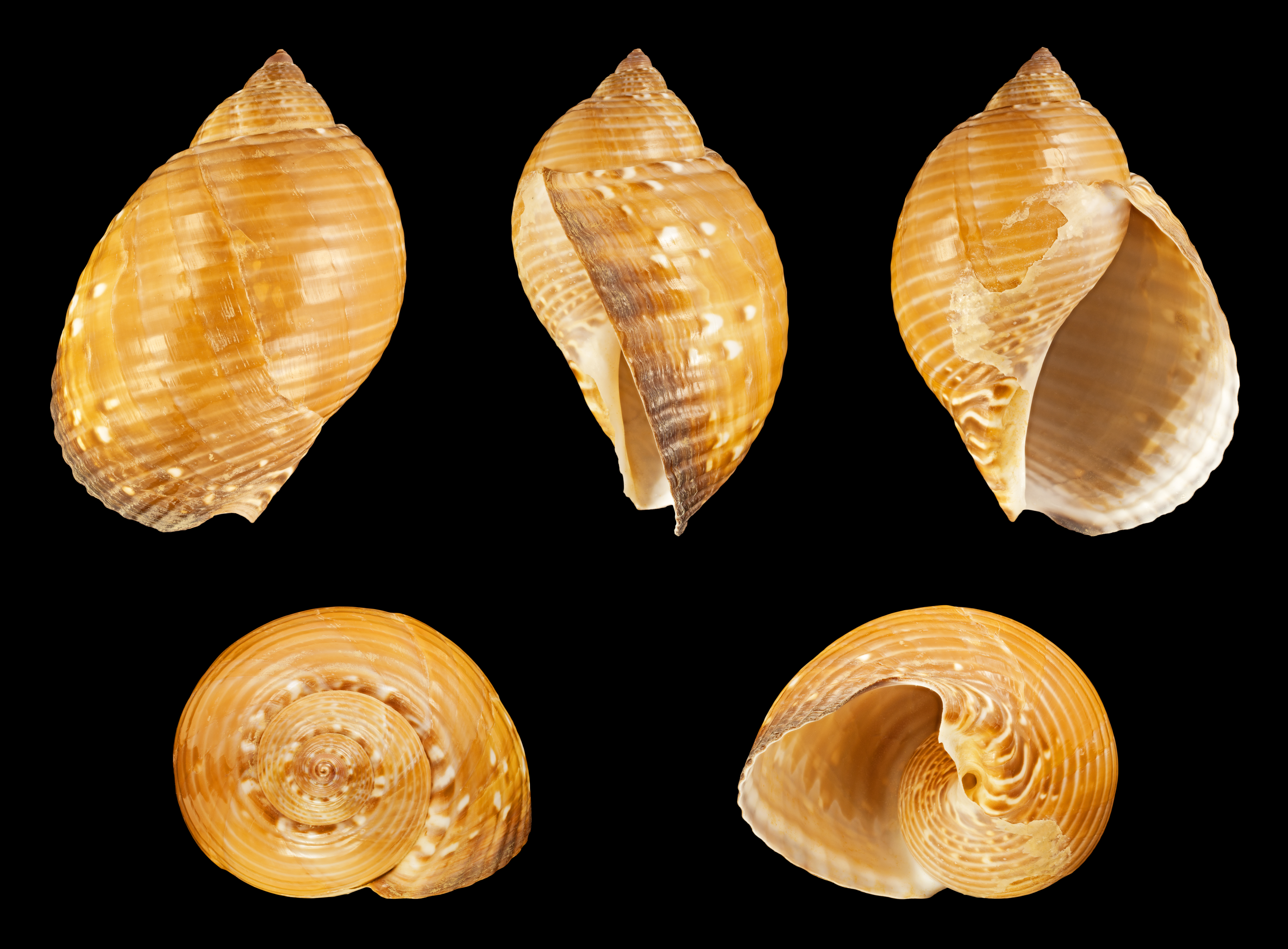
Hình thức nâu